# Ludwig Bittner
Ludwig Bittner (* 19. Februar 1877 in Wien; † 2. April 1945 ebenda) war ein österreichischer Archivar und Historiker.

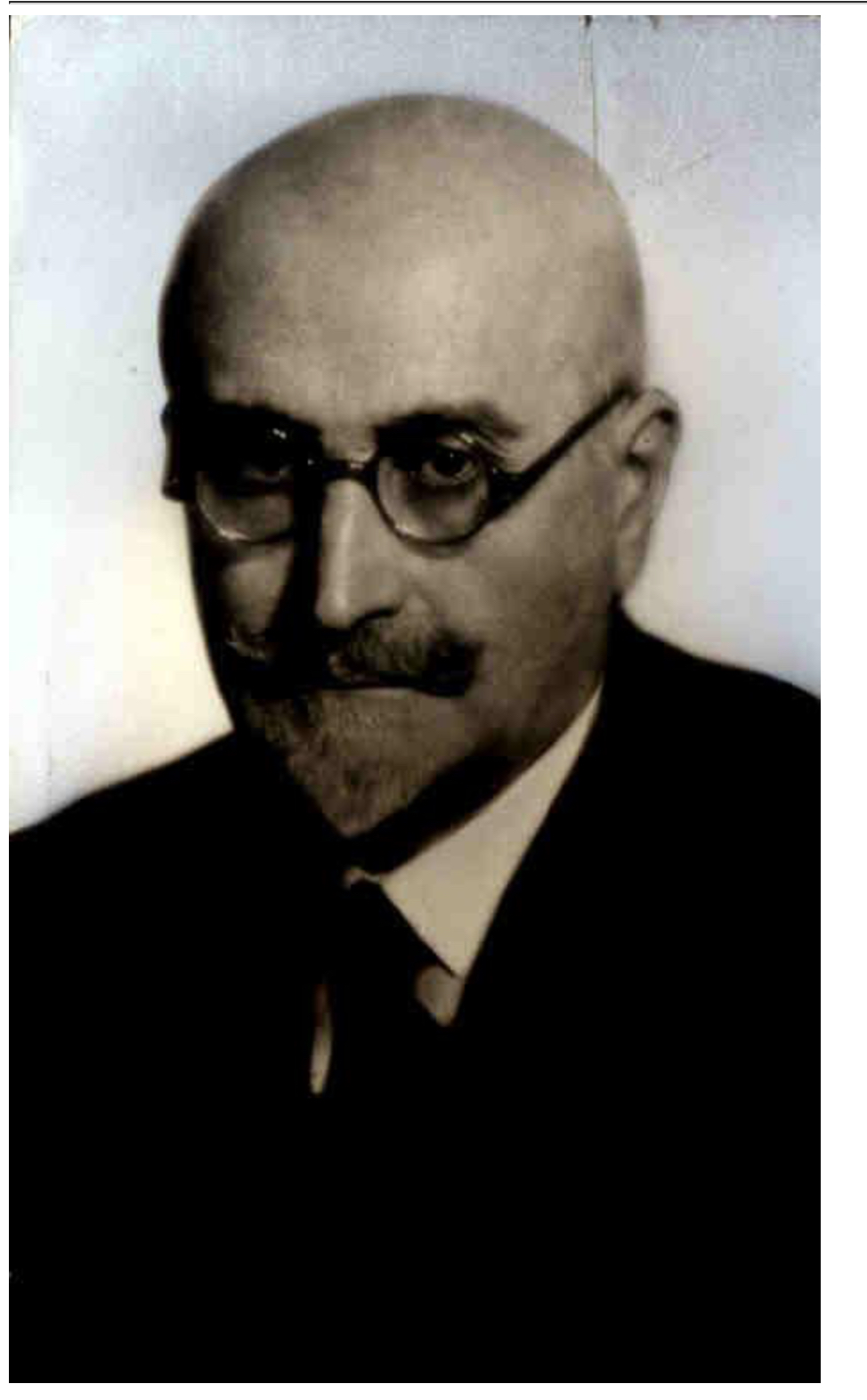
Porträt des Archivars und Historikers Ludwig Bittner

## Leben
Ludwig Bittner war der Sohn eines Richters am Wiener Landesgericht. Sein Bruder Julius Bittner war einer der bekanntesten Komponisten im Österreich der Ersten Republik. Bittner studierte ab dem Sommersemester 1895 in Wien Geschichte im Hauptfach und Geografie im Nebenfach. Nach Absolvierung des Vorbereitungsjahres wurde Bittner am 17. Juli 1897 zum ordentlichen Mitglied des Instituts für Österreichische Geschichtsforschung (IÖG) ernannt. Als Hausarbeitsthema wählte Bittner das Thema „Der Eisenhandel und die Eisenindustrie der Stadt Steyr im Mittelalter“, das Gutachten darüber fiel vorzüglich aus. Den Ausbildungslehrgang des Instituts schloss Bittner mit ausgezeichnetem Erfolg ab. 1898 promovierte er bei Max Büdinger mit einer Arbeit über „Die Begründung der Normandie“ zum Doktor der Philosophie. Bittner war Mitglied des Wehrhaften Vereins Amicitia/Arminia, seit 1910 Wiener akademische Burschenschaft Alania.

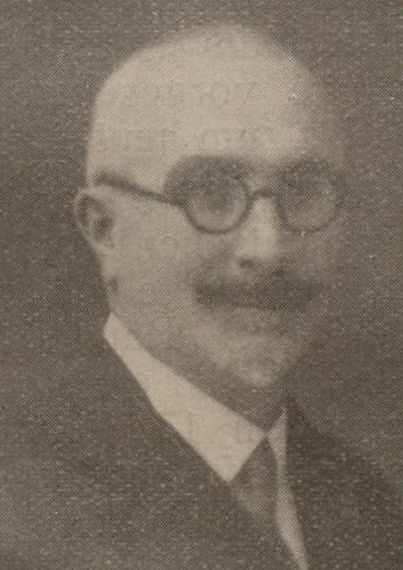
Ludwig Bittner

Nach erfolgter Staatsprüfung und Promotion arbeitete Bittner beim am IÖG angesiedelten Editionsvorhaben „Regesta Habsburgica“. Im Jahr 1900 trat Bittner in das Haus-, Hof- und Staatsarchiv ein. Nach einjähriger Probezeit legte er dort seinen Diensteid ab. Bittner war eine der treibenden Kräfte hinter der Neuinventarisierung des Archivs, die in der fünfbändigen, von ihm herausgegebenen, Ausgabe des Gesamtinventars des Haus-, Hof- und Staatsarchivs mündete. Daneben habilitierte er sich 1904 an der Universität Wien mit einer Arbeit über Die Geschichte der direkten Staatssteuern im Erzstift Salzburg bis zur Aufhebung der Landschaft unter Wolf Dietrich für mittlere und neuere Geschichte. Seine weitere Laufbahn im Haus-, Hof- und Staatsarchiv sah wie folgt aus: 1912 wurde er zum Haus-, Hof- und Staatsarchivar ernannt, 1918 erhielt er den Titel und Charakter eines Sektionsrates, 1919 wurde er Sektionsrat und am 6. Juni 1919 zum Stellvertreter des Leiters des Archivs ernannt. Gleichzeitig war er ab 1919 Stellvertreter des Archivbevollmächtigten Oswald Redlich und neben diesem die wichtigste Person auf österreichischer Seite bei den Archivverhandlungen zwischen Österreich und den Nachfolgestaaten der Monarchie. Im Jahr 1926 wurde er schließlich Direktor des Haus-, Hof- und Staatsarchivs. Zugleich wurde er 1928 Professor an der Wiener Universität.
1929 wurde Bittners Tochter Hertha als die erste Frau zum Institutskurs für den gehobenen Archivdienst zugelassen.
Bittner war in mehreren deutschnationalen Vereinigungen aktiv, unter anderem beim Deutschen Klub, dem Alldeutschen Verband, dem Deutschnationalen Verein für Österreich und dem Deutschradikalen Bezirksverein in Währing. Parteipolitisch gehörte er der Großdeutschen Volkspartei an und sah sich ab deren „Kampfabkommen“ mit der österreichischen NSDAP am 15. Mai 1933 als NSDAP-Mitglied. Am 20. Mai 1938 beantragte er die reguläre Aufnahme in die NSDAP und wurde rückwirkend zum 1. Mai desselben Jahres aufgenommen (Mitgliedsnummer 6.226.972). Mit dieser Mitgliedsnummer aus einem Nummernblock, der den in der Verbotszeit der österreichischen NSDAP eingetretenen Mitgliedern vorbehalten war, akzeptierte die NSDAP Bittners Sichtweise.
Bittner beschäftigte im Austrofaschismus sechs illegale österreichische NSDAP-Mitglieder, deren Arbeitsplatz im Kanzleramt war, ihr Gehalt bezogen sie aus Berlin. Sie legten Sammlungen zur Geschichte des ‚neuen deutschen Reiches‘ und zu Juden an. Dieses Material wurde auch für die Münchner und Wiener Ausstellung Der Ewige Jude genutzt. Im Rahmen der Münchner Ausstellung wollte er 1937 einen Vortrag halten, was ihm nach Protesten untersagt wurde. 1938 erhielt er für seine Arbeit zur Kriegsschuldfrage die Ehrendoktorwürde der Friedrich-Wilhelms-Universität zu Berlin.
Nach dem Anschluss Österreichs an das Deutsche Reich versuchte Bittner die Stellung der Wiener Zentralarchive insbesondere gegen den Präsidenten des Reichsarchivs Potsdam, Ernst Zipfel, zu verteidigen. Bittner selbst wurde 1941 zum Direktor des Reichsarchivs Wien ernannt. In seiner Funktion als Reichsarchivdirektor betrieb der überzeugte Nationalsozialist während des Zweiten Weltkriegs aktive Forschungen in der Kriegsschuldfrage und ließ zu diesem Zweck das Archiv des Belgrader Außenministeriums nach Wien transportieren. Aktenpublikationen des Wiener Reichsarchivs sollten die Schuld des serbischen Königreiches am Ausbruch des Ersten Weltkrieges beweisen. Das archivintern „serbisches Aktenwerk“ genannte Editionsvorhaben konnte aber vor Ende des Zweiten Weltkriegs nicht mehr erscheinen. Schon vor dem Anschluss Österreichs an das Deutsche Reich war Bittner Mitarbeiter des Reichsinstituts für Geschichte des Neuen Deutschlands und förderte im Archiv die vom Münchner Institut finanzierten antisemitischen Forschungen. 1941 wurde er zum Mitglied der Göttinger Akademie der Wissenschaften gewählt. Ab 1943 war er Mitglied der Historischen Kommission bei der Bayerischen Akademie der Wissenschaften.
Während der Herrschaft des Nationalsozialismus galt Bittner als Alter Kämpfer und wurde mit der Medaille zur Erinnerung an den 13. März 1938, der Treudienst-Ehrenzeichen und dem Kriegsverdienstkreuz II. Klasse ausgezeichnet. Der Völkische Beobachter lobte 1942 die Arbeiten Bittners zur Kriegsschuldfrage. 1944 publizierte Bittner selbst im Völkischen Beobachter über Archivalien.
Am 2. April 1945 beging Bittner gemeinsam mit seiner Frau Selbstmord. Er wurde am Döblinger Friedhof bestattet.

## Schriften (Auswahl)
- Chronologisches Verzeichnis der Österreichischen Staatsverträge. Holzhausen, Wien 1903–1917;
  - Bd. 1: Die Österreichischen Staatsverträge von 1526 bis 1763. Holzhausen, Wien 1903 (= Veröffentlichungen der Kommission für Neuere Geschichte Österreichs. Band 1).
  - Bd. 2: Die Österreichischen Staatsverträge von 1763 bis 1847. Holzhausen, Wien 1909 (= Veröffentlichungen der Kommission für Neuere Geschichte Österreichs. Band 8).
  - Bd. 3: Die Staatsverträge des Kaisertums Österreich und der Österreichisch-Ungarischen Monarchie von 1848 bis 1911. Holzhausen, Wien 1914 (= Veröffentlichungen der Kommission für Neuere Geschichte Österreichs. Band 13).
  - Bd. 4: Register mit Nachträgen (1526 bis 1914). Holzhausen, Wien 1917 (= Veröffentlichungen der Kommission für Neuere Geschichte Österreichs. Band 15).
- Die Lehre von den völkerrechtlichen Vertragsurkunden. Deutsche Verlagsanstalt, Berlin u. a. 1924.
- Die zwischenstaatlichen Verhandlungen über das Schicksal der österreichischen Archive nach dem Zusammenbruch Österreich-Ungarns. In: Archiv für Politik und Geschichte. Band 3 (1925), S. 58–96.
- Österreich-Ungarn und Serbien. In: Historische Zeitschrift. Band 144 (1931), S. 78–104.
- „Die schwarze Hand“. Material aus dem Wiener Pressearchiv. In: Berliner Monatshefte. Band 10 (1932), S. 55–64.
- Das Eigentum des Staates an seinen Archivalien nach dem österreichischen Allgemeinen Bürgerlichen Gesetzbuch. In: Festschrift Hans Nabholz. Leemann, Zürich 1934, S. 299–328.
- Graf Johann Forgach. In: Berliner Monatshefte. Band 13 (1935), S. 950–959.
- Graf Friedrich Szápáry. In: Berliner Monatshefte. Band 14 (1936), S. 958–962.
- Das österreichisch-ungarische Ministerium des Äußeren, seine Geschichte und seine Organisation. In: Berliner Monatshefte. Band 15 (1937), S. 819–843.
- Die deutsche Sendung Österreichs. In: Berliner Monatshefte. Band 16 (1938).
- Neue Beiträge zur Haltung Kaiser Wilhelms II. in der Faschodafrage. In: Historische Zeitschrift, Band 160 (1942), S. 540–550.
- mit Alfred Francis Přibram, Heinrich von Srbik, Hans Uebersberger (Hrsg.): Österreich-Ungarns Außenpolitik von der bosnischen Krise 1908 bis zum Kriegsausbruch 1914. Diplomatische Aktenstücke des österreichisch-ungarischen Ministeriums des Äußeren. Bände 1–9, Wien 1930.
- mit Lother Groß (Hrsg.): Repertorium der diplomatischen Vertreter aller Länder seit dem Westfälischen Frieden. Band 1: 1648–1715, Stalling, Oldenburg 1936.
- (Hrsg.): Gesamtinventar des Wiener Haus-, Hof- und Staatsarchivs. 5 Bände, Holzhausens Nachfolger, Wien 1936–1940 (= Inventare österreichischer staatlicher Archive. Band V/4–8).